# بسط انگل
بسط اِنگِل (Engel expansion) بیان می‌کند هر عدد گویا را می‌توان به صورت سری متناهی از کسرها و هر عدد گنگ را به صورت سری نامتناهی از کسرها نوشت
{\displaystyle x={\frac {1}{a_{1}}}+{\frac {1}{a_{1}a_{2}}}+{\frac {1}{a_{1}a_{2}a_{3}}}+\cdots .\;}
فریدریش انگل برای اولین بار چنین سری را بسط داد که مجموعی از کسرهای مصری می‌باشد.
بسط پیرس شبیه به بسط فریدریش انگل است.
دانشمندان دریافتند که بسط انگل را می‌توان به صورت کسرهای نامتناهی (کسرهای خیامی ) نوشت 
{\displaystyle x={\frac {\displaystyle 1+{\frac {\displaystyle 1+{\frac {\displaystyle 1+\cdots }{\displaystyle a_{3}}}}{\displaystyle a_{2}}}}{\displaystyle a_{1}}}.}

## مثال
برای نوشتن بسط انگل برای عدد 75/1 مراحل زیر را انجام می‌دهیم
{\displaystyle u_{1}=1.175,a_{1}=\left\lceil {\frac {1}{1.175}}\right\rceil =1\,}
{\displaystyle u_{2}=u_{1}a_{1}-1=1.175\cdot 1-1=0.175,a_{2}=\left\lceil {\frac {1}{0.175}}\right\rceil =6\,}
{\displaystyle u_{3}=u_{2}a_{2}-1=0.175\cdot 6-1=0.05,a_{3}=\left\lceil {\frac {1}{0.05}}\right\rceil =20\,}
{\displaystyle u_{4}=u_{3}a_{3}-1=0.05\cdot 20-1=0\,}
با پایان یافتن سری‌ها داریم:
{\displaystyle 1.175={\frac {1}{1}}+{\frac {1}{1\cdot 6}}+{\frac {1}{1\cdot 6\cdot 20}}}
و بسط انگل عدد 75/1 به صورت {20, 6, 1} می‌باشد.